# Дзяпшба, Леонид Юрьевич
Леонид Юрьевич Дзапшба (абх. Леонид Иури-иҧа Ӡаҧшьба; род. 1 января 1961, с. Бармыш, Гудаутский район, Абхазская ССР) — член Правительства Республики Абхазия; экс-министр внутренних дел Абхазии (2010—2011 и 2015—2016); Президент Федерации футбола Абхазии (с 2007).

## Биография
Родился 1 января 1961 года в с. Бармыш Гудаутского района.
В 1975 году окончил среднюю школу с. Орджоникидзе Гудаутского района.
С 1979 по 1981 годы служил в рядах Советской Армии, а по демобилизации, с 1981 по 1983 годы учился в Чебоксарской школе милиции МВД СССР.
С 1983 по 1991 годы работал в УВД Томского облисполкома на различных должностях оперативного состава — оперуполномоченного, старшего оперуполномоченного, начальника отделения уголовного розыска.
С 1988 по 1991 годы обучался в Омской Академии МВД СССР.
С 1991 года находился в ведомстве МВД Абхазской АССР, работая на различных оперативных должностях: оперуполномоченного, старшего оперуполномоченного уголовного розыска МВД.
В сентябре 1993 года назначен начальником отдела оперативного реагирования МВД РА.
С октября 1993 года в должности Заместитель Министра внутренних дел Республики Абхазия, — он же начальник Управления внутренних дел города Сухум.
В июле 1994 года Указом Председателя Верховного Совета Республики Абхазия присвоено специальное звание полковник милиции.
10 июля 1996 года Указом Президента Республики Абхазия назначен на должность заместителя Председателя Службы Безопасности Республики Абхазия.
С 2002 по 2010 годы трудился в должности Первого заместителя министра по налогам и сборам Республики Абхазия.
22 сентября 2010 года указом президента Абхазии № УП-310 назначен министром внутренних дел Республики Абхазия.
В 2014 году участвовал в досрочных президентских выборах.
С 9 октября 2015 по 5 июля 2016 года вновь был в должности министра внутренних дел Республики Абхазия.

## Награды
- Нагрудный знак Министерства иностранных дел ПМР «За вклад в развитие международных связей»[4]

## Семья
Женат. Имеет пятерых детей.